# Echinoida
Ordre
Les Echinoida sont un ordre d'oursins (échinodermes).

## Caractéristiques
Ce sont des oursins réguliers : le test (coquille) est arrondi, avec le péristome (bouche) située au centre de la face orale (inférieure) et le périprocte (appareil contenant l'anus et les pores génitaux) à l'opposé, au sommet de la face aborale (supérieure).
Les tubercules sont imperforés et non crénulés. Le péristome est pourvu d'encoches buccales de petite taille, la lanterne d'Aristote possède 5 dents recourbées aux épiphyses soudées au-dessus du foramen magnum.
Ces oursins sont apparus à la fin du Crétacé (Maastrichtien), et sont encore présents dans la plupart des mers ouvertes du monde.

## Liste des familles
Selon ITIS (27 septembre 2013) :
- famille Echinidae Gray, 1825
- famille Echinometridae Gray, 1825
- famille Parasaleniidae
- famille Strongylocentrotidae Gregory, 1900

World Register of Marine Species ne reconnaît pas cet ordre, et place la plupart de ses représentants parmi les Camarodonta.

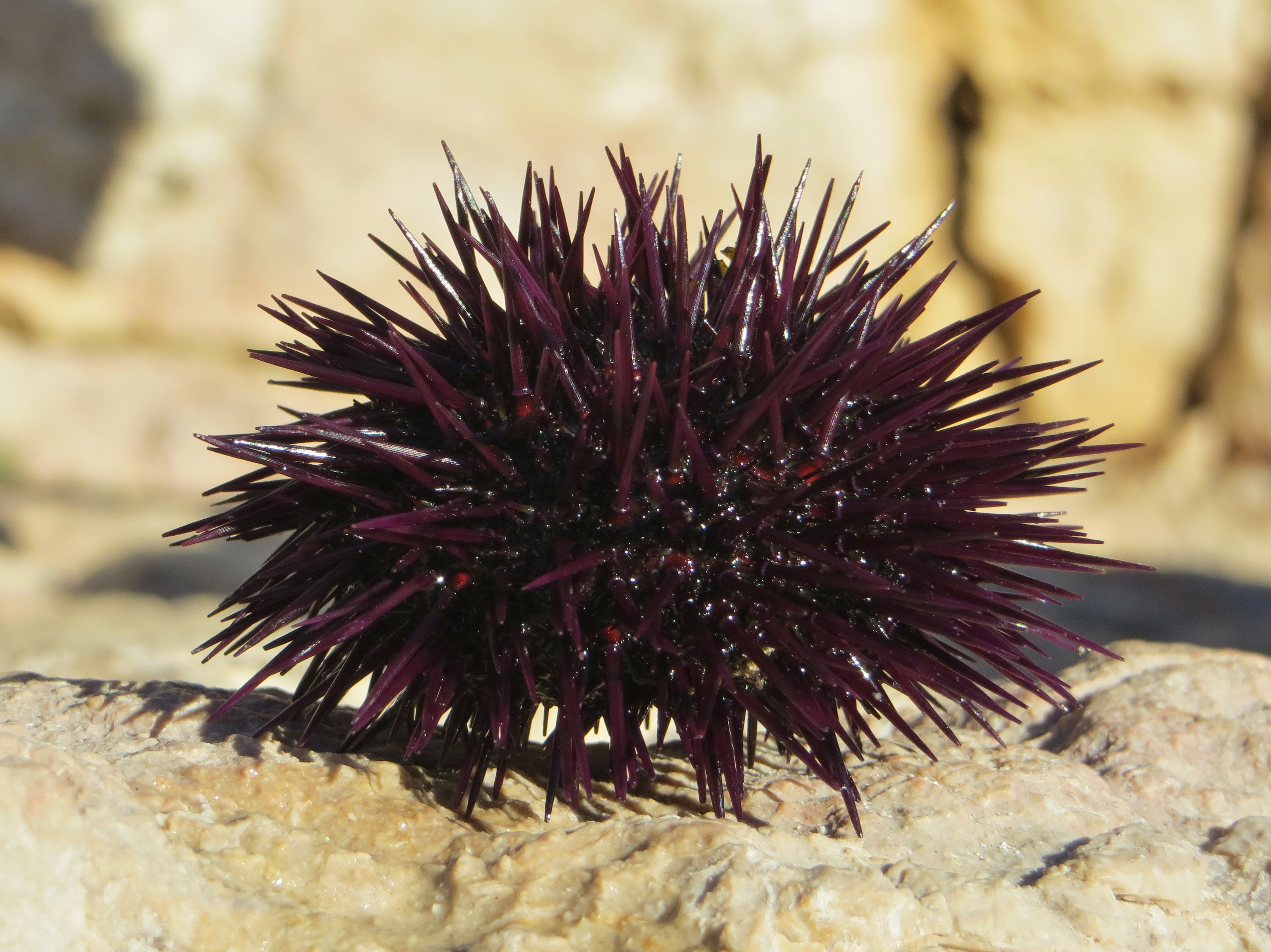
Paracentrotus lividus (oursin violet).
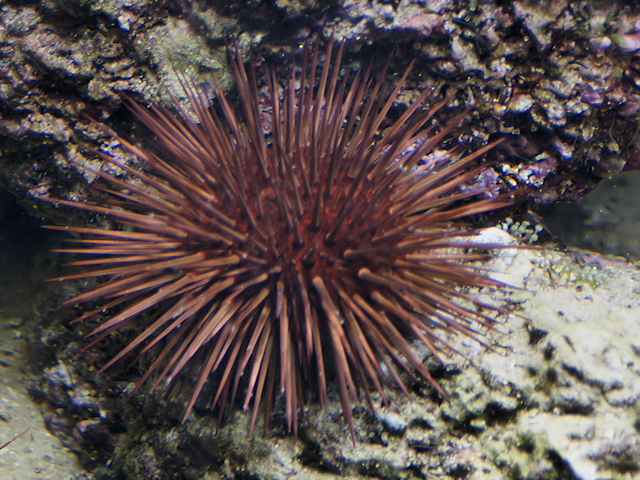
Echinometra lucunter
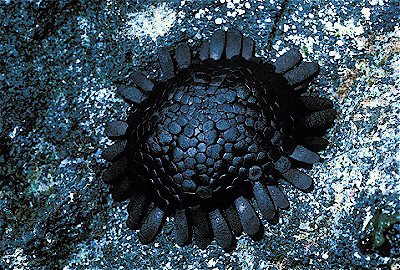
Colobocentrotus atratus
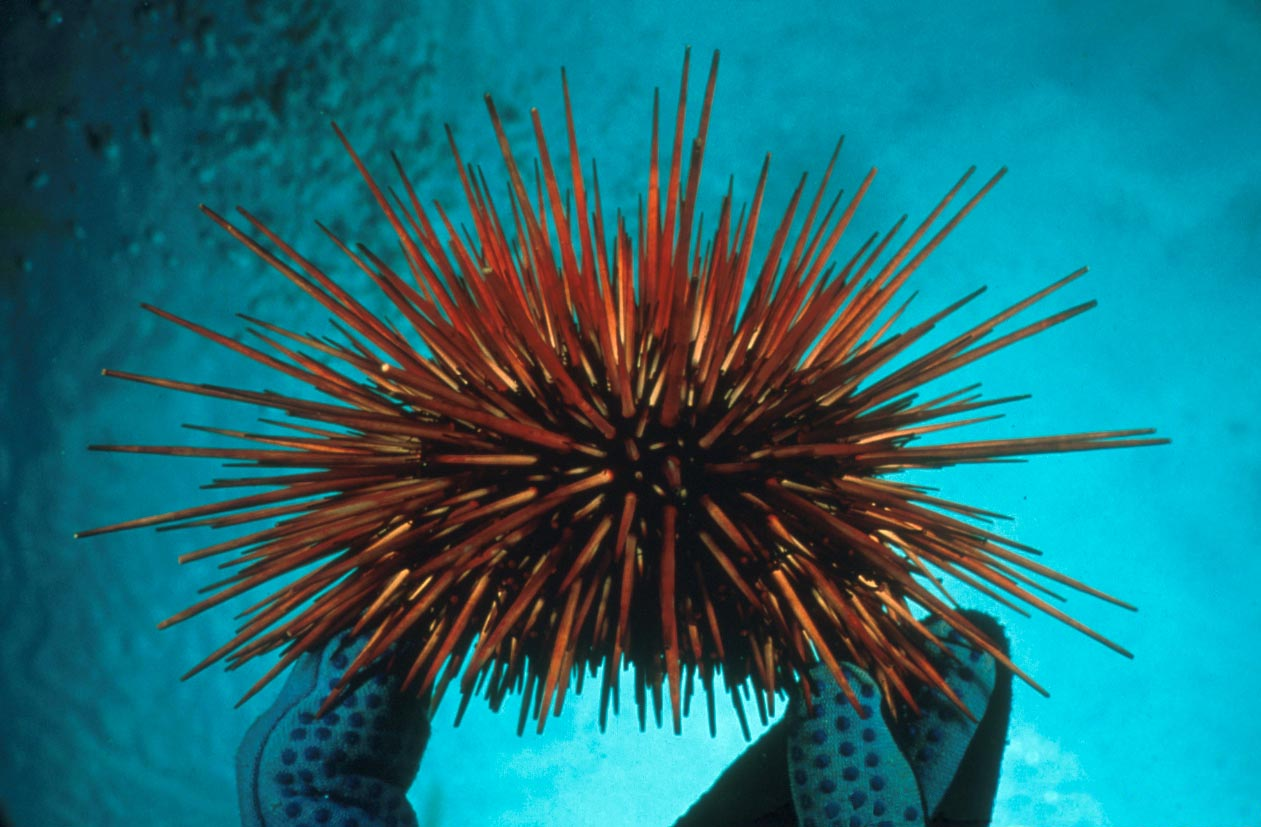
Strongylocentrotus franciscanus
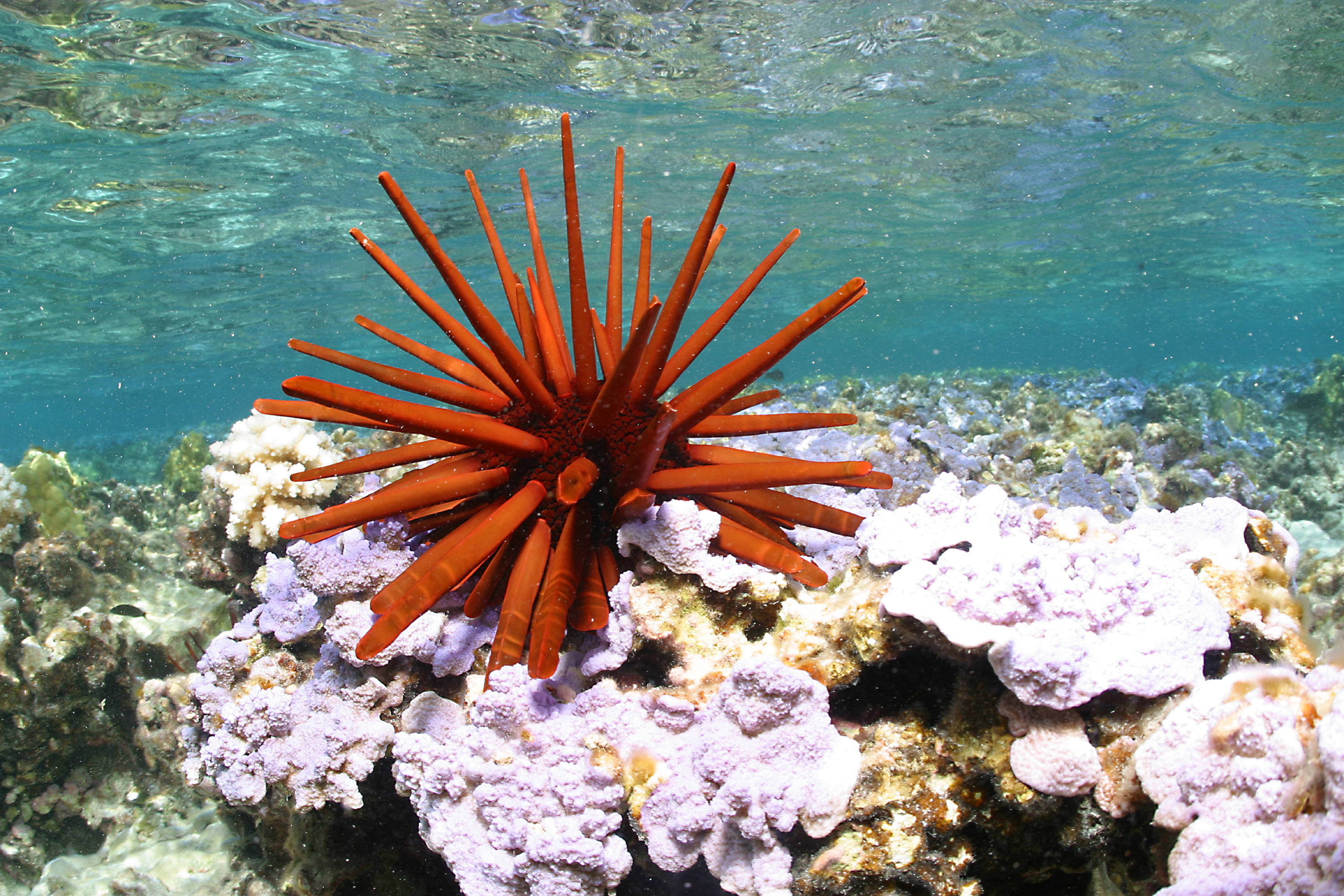
Heterocentrotus mammillatus